# Dominion of British West Florida
Das Dominion of British West Florida ist eine separatistische Mikronation, die 2005 „auf einer exzentrischen Interpretation tatsächlicher historischer Ereignisse“ gegründet wurde und ihren Sitz an der Golfküste der Vereinigten Staaten hat. Es beansprucht das Territorium der Kolonie Westflorida aus dem 18. Jahrhundert, das Gebiet liegt in Teilen der US-Bundesstaaten Alabama, Louisiana, Mississippi und Florida.
Das Dominion behauptet, „Nach einem Dominionstatus innerhalb des Commonwealth zu streben, um auf einer Stufe mit Kanada, Neuseeland, Australien, Antigua und Barbuda, Saint Kitts und Nevis und den Bahamas zu stehen“. Die Organisation wird weder von einer Regierung anerkannt noch übt sie de facto Kontrolle über ihr beanspruchtes Territorium aus, ihre Aktivitäten beschränken sich weitgehend auf das Internet.

## Geschichte
Die Mikronation wurde im November 2005 von einer Person, die auf der Website der Mikronation nur als „Robert VII, Duke of Florida“ bezeichnet wurde, gegründet, um „die Rechte Großbritanniens“ in der Region zu „bekräftigen“. Die Website behauptet, dass Duke Robert im Jahre 1969 „die Peerage der Dominion“ geerbt und 1994 „das Amt des Generalgouverneurs angenommen“ habe. Die Mikronation hat Cinderella-Briefmarken ausgegeben und hat mehrere Metallmünzen auf der Grundlage von vordezimalen Pfund geprägt.
Die USA erhielten Florida 1821 von Spanien gemäß dem Adams-Onís-Vertrag, aber die Gründer der Mikronation behaupten, dass die Region tatsächlich an das Vereinigte Königreich im Jahr 1808, nach der Absetzung von König Karl IV von Spanien gefallen war. Diese Interpretation historischer Ereignisse wird von keinem Historiker unterstützt.